# Ісер Беєрі
Ісер Беєрі (івр. איסר בארי; прізвище при народженні Біренцвейг, 1901, Бендзин, Російська імперія — 30 січня 1958, Ізраїль) — творець і перший керівник ізраїльської воєнної розвідки.

## Біографія
Народився 1901 року в Бендзині, Привіслінський край, Російська імперія (нині Польща). Переїхав до Палестини у 1921 році. Був знаний як один із членів «шістки з Бендзина» — молодих сіоністів, засновників поселення Мігдаль.
Жив і працював у кібуці, потім переїхав до Хайфи, де намагався займатися бізнесом як будівельний підрядник, але прогорів. На кілька років він навіть поїхав до Польщі, але потім остаточно повернувся до Палестини і з 1938 року взяв участь у підпільній боротьбі в лавах єврейської воєнізованої організації Гаґана — основі майбутньої ізраїльської армії. У період з 1944 до 1947 рік був майстром на заводі «Найман» у Хайфі.
З 1947 року працював у «Шай» — службі безпеки Гаґани, а у лютому 1948 року очолював всю цю службу, змінивши Давида Шалтієля. У «Шай» він отримав прізвисько «Великий Іссер» за свій зріст, а також щоб відрізняти його від «Іссера маленького» — Гареля, який був нижчим за Беєрі на голову і також працював у «Шай». Зарекомендував себе як прихильник лівих поглядів та жорсткий борець із корупцією. До 1948 року дослужився до звання підполковника.
30 травня 1948 року Беєрі провів нараду з шістьма вищими керівниками «Шай» у Тель-Авіві, на якій повідомив, що за дорученням прем'єр-міністра Ізраїлю Давида Бен-Ґуріона «Шай» розпускається, а замість нього створюються чотири незалежні служби: військова розвідка («Шерут модіїн»), пізніше вона стала називатися «АМАН», Служба внутрішньої безпеки (пізніше «Шин Бет», або «Шабак»), Служби зовнішньої розвідки (надалі «Моссад») та «Моссад ле Алія-Бет» (організація нелегальної імміграції євреїв до Ізраїлю). Сам Беєрі очолив військову розвідку, тоді головну в новоствореній співдружності спецслужб.
У зв'язку з суттєвим перевищенням повноважень у грудні 1948 року Беєрі відправили у відставку з армії, у червні 1949 року заарештували, а у листопаді засуджено судом «за перевищення повноважень з добрими намірами» у справі капітана Меїра Тувіанського.
Ісер Беєрі помер 30 січня 1958 року від серцевого нападу.

## Оцінки діяльності
Мав специфічну репутацію. Завжди ходив у сорочці та шортах кольору хакі без знаків відмінності та дивився на людей, за словами сучасника, як «аскетичний єзуїт за часів інквізиції». Його безперервний пошук ворога скрізь і всюди надалі привів його до катастрофи.Методи роботи Беєрі викликали обурення його керівництва та колег. Так, Ісер Гарель, який очолив службу безпеки "Шабак, згадував:
Раптом з'ясувалося, що стиль його роботи є аморальним і вкрай небезпечним. Країна воювала, а начальник військової розвідки Беєрі знаходив час займатися зрадниками, шпигунами, чорним ринком, спекулянтами і взагалі чорт знає чим, тільки не своїми прямими обов'язками.
15 травня 1948 року співробітники Беєрі заарештували Єхуду Амстера, родича та помічника мера Хайфи Аби Хуші, за звинуваченням у шпигунстві і катували його 76 днів, домагаючись обмови Хуші. Амстера випустили 1 серпня без звинувачення. Згодом з'ясувалося, що Беєрі сфальшував докази про те, що Хуші займався шпигунством на користь англійців.
30 червня 1948 року Беєрі удвох із Біньяміном Гіблі заарештував майора Меїра Тувіанського за підозрою у зраді. Беєрі, Гіблі та ще два офіцери судили Тувіанського військово-польовим трибуналом і засудили до смерті за зраду. Вирок був одразу ж виконаний, Тувіанському не дали можливість захищатися й оскаржити вирок. Згодом Тувіанського було посмертно виправдано, реабілітовано та поховано з військовими почестями.
Влітку 1948 року Беєрі наказав вбити власного агента Алі Кассема — араба, якого він запідозрив в «подвійній грі».
Після вбивства Кассема за дорученням Давида Бен-Ґуріона створили слідчий комітет, який, розслідувавши діяльність Беєрі, рекомендував зняти його з посади. Його відправили у відставку з армії. Після розслідування смерті Тувіанського міністр юстиції вимагав залучити Беєрі до суду. 10 червня 1949 року Беєрі заарештували.
22 листопада 1949 року суд визнав Ісера Беєрі винним у перевищенні повноважень з добрими намірами у справі Меїра Тувіанського, однак, враховуючи обставини та заслуги Беєрі, засудив його до одного дня в'язниці (від сходу сонця до заходу сонця). Однак навіть це покарання не було виконане, оскільки Беєрі отримав помилування від першого президента Ізраїлю Хаїма Вейцмана.
Сам Беєрі та його син згодом стверджували, що він лише виконував накази прем'єр-міністра Давида Бен-Ґуріона. Справа Беєрі стала важливим прецедентом постановки роботи ізраїльських спецслужб під владу закону. Аргумент Беєрі, що робота спецслужб і дотримання закону несумісні, було відкинуто судом.